# Svartnackad hare
Svartnackad hare (Lepus nigricollis) är en däggdjursart som beskrevs av F. Cuvier 1823. Lepus nigricollis ingår i släktet harar och familjen harar och kaniner. Internationella naturvårdsunionen kategoriserar arten globalt som livskraftig.
Kroppslängden inklusive svansen är 33 till 53 cm. Arten väger i genomsnitt 4,2 kg och har en brunaktig päls på ovansidan. På ryggen är flera svarta hår glest fördelade i pälsen. Det svenska trivialnamnet syftar på en kännetecknande svart fläck vid axeln och dessutom är svansens ovansida svart. Undersidan har en vitaktig färg. Hos svartnackad hare förekommer liksom hos alla harar stora öron. Honor är vanligen något större än hanar och individer som lever på öar är allmänt lite mindre än individer på fastlandet.
Denna hare förekommer i Indien, i östra Pakistan, i södra Nepal, på Sri Lanka, i Bangladesh och i angränsande delar av Myanmar. Den hittas även på Java men det är oklart hur arten hamnade där. Svartnackad hare introducerades av människan på flera öar i Indiska oceanen och södra Stilla havet. Habitatet utgörs främst av öppna landskap som gräsmarker och odlade regioner men arten finns även i tätare skogar.
Svartnackad hare äter huvudsakligen gräs och örter. Honor kan para sig hela året och de flesta ungarna föds under regntiden. Oftast har en kull upp till fyra ungar men antalet kan vara större. Individerna är aktiva mellan kvällen och morgonen.
Denna hare har många naturliga fiender som hunddjur, manguster, kattdjur, örnar och falkfåglar. Ungarna föds efter 41 till 47 dagar dräktighet. De har från början päls och öppna ögon. Ungarna diar sin mor upp till tre veckor och de blir könsmogna efter ett år. Individer som undviker alla faror kan leva fem år i naturen. I fångenskap kan svartnackad hare leva sju år.
Arten betraktas av bönder som skadedjur när den äter odlade växter eller när den gnager på unga träd. På öar kan den vara skadlig för endemiska fåglar som är beroende av vissa växter. Haren jagas av människor för köttets skull och i mindre skala framställs kläder och tofflor från djurets päls.

## Underarter
Arten delas in i följande underarter:
- L. n. nigricollis
- L. n. aryabertensis
- L. n. dayanus
- L. n. ruficaudatus
- L. n. sadiya
- L. n. simcoxi
- L. n. singhala